# Wybory prezydenckie w Stanach Zjednoczonych w 1884 roku

Mapa wyborcza Stanów Zjednoczonych w 1884 roku. Liczba na mapie określa liczbę przedstawicieli stanu w Kolegium Elektorów

Wybory prezydenckie w Stanach Zjednoczonych w 1884 roku – dwudzieste piąte wybory prezydenckie w historii Stanów Zjednoczonych. Na urząd prezydenta wybrano Grovera Clevelanda, a wiceprezydentem został Thomas Hendricks.

## Kampania wyborcza
Urzędujący prezydent, Chester Arthur, który objął urząd w wyniku sukcesji, a nie wyborów, liczył na poparcie Partii Republikańskiej. Jednak jego apolityczne decyzje zniechęciły bossów partyjnych. Dlatego też, delegaci zebrani na konwencji w Chicago, odbywającej się w czerwcu 1884, mianowali swoim kandydatem na prezydenta Jamesa Blaine’a. Swój sprzeciw wobec tej kandydatury zgłosiło reformatorskie skrzydło partii – Mugwumps, które zagroziło opuszczeniem partii i poparciem kandydata demokratów. Spowodowało to, że Partia Demokratyczna, zebrana miesiąc później na konwencji w Chicago, nominowała na prezydenta Grovera Clevelanda. Kandydatem na wiceprezydenta został Thomas Hendricks. Kandydatem Greenback Party został Benjamin Butler, a Partii Prohibicji – John St. John. W kampanii, republikanie zarzucali Clevelandowi, że jest ojcem nieślubnego dziecka. Kandydat demokratów, przyznał, że jest to możliwe, a szczerość ta przysporzyło mu popularności. Demokraci z kolei zarzucali Blaine’owi nadużycia finansowe w sferze kolejnictwa. Na sześć dni przed wyborami, Blaine przebywał na wiecu wyborczym, gdzie wielebny Samuel Burchard zaatakował katolików, a republikański kandydat nie zdystansował się od tej wypowiedzi. Tego samego dnia uczestniczył w bankiecie, wydanym na swoją cześć, na którym znalazło się wiele zamożnych osób. Następnego dnia, New York World opisał to zdarzenie jako „Królewska uczta dla Blaine’a i królów pieniądza. Okazja do zbiórki na republikański fundusz korupcyjny”. Oba te wydarzenia odebrały głosy Blaine’owi i ułatwiły zwycięstwo Clevelandowi.

## Kandydaci

### Partia Zwolenników Papierowego Pieniądza

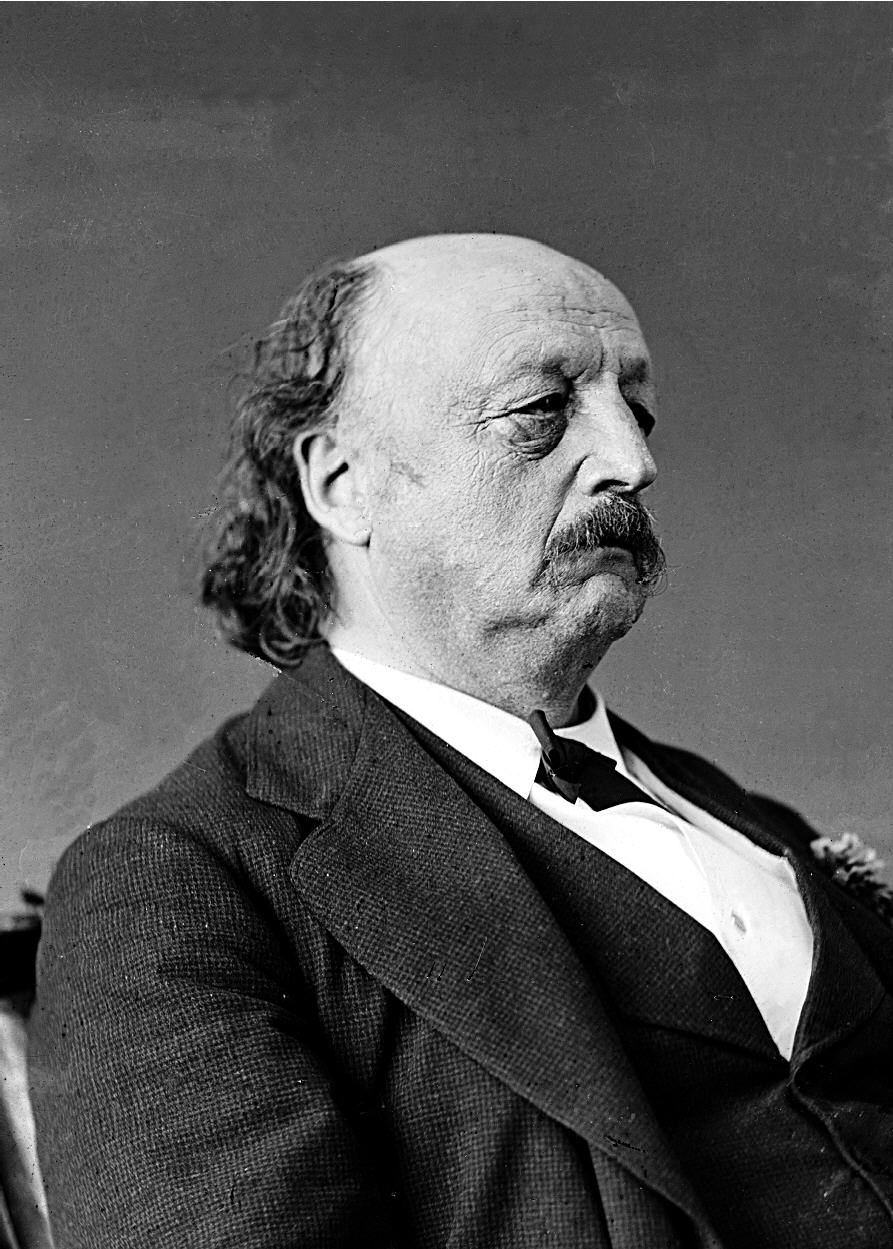
Benjamin Butler

### Partia Demokratyczna

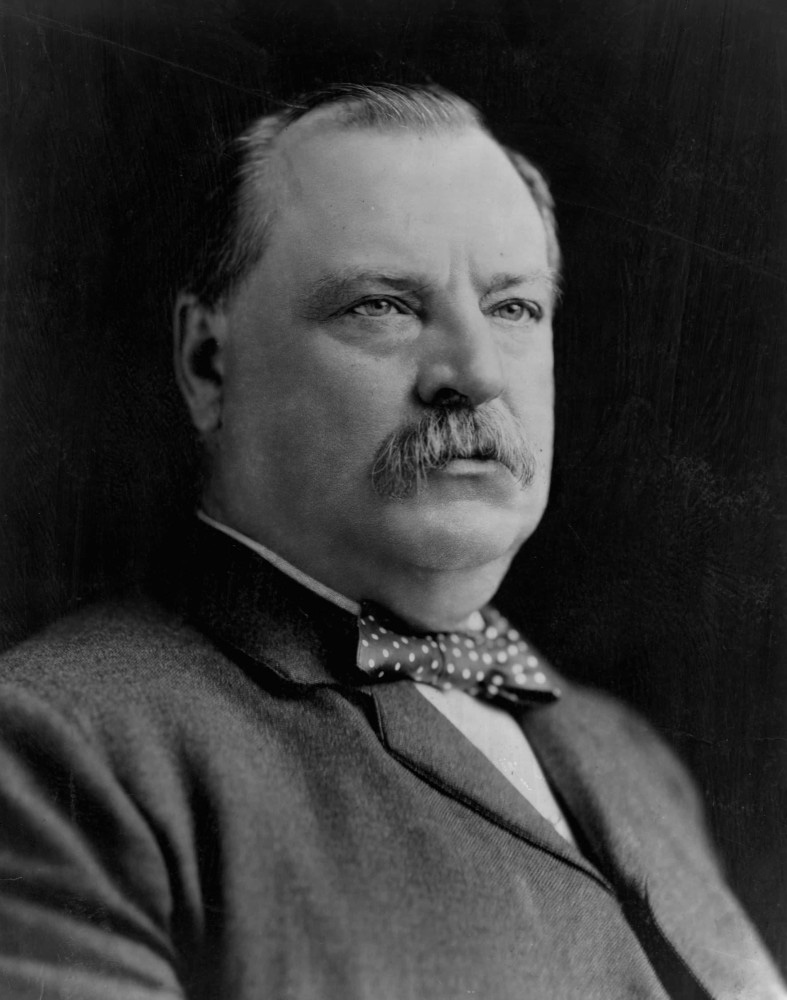
Grover Cleveland
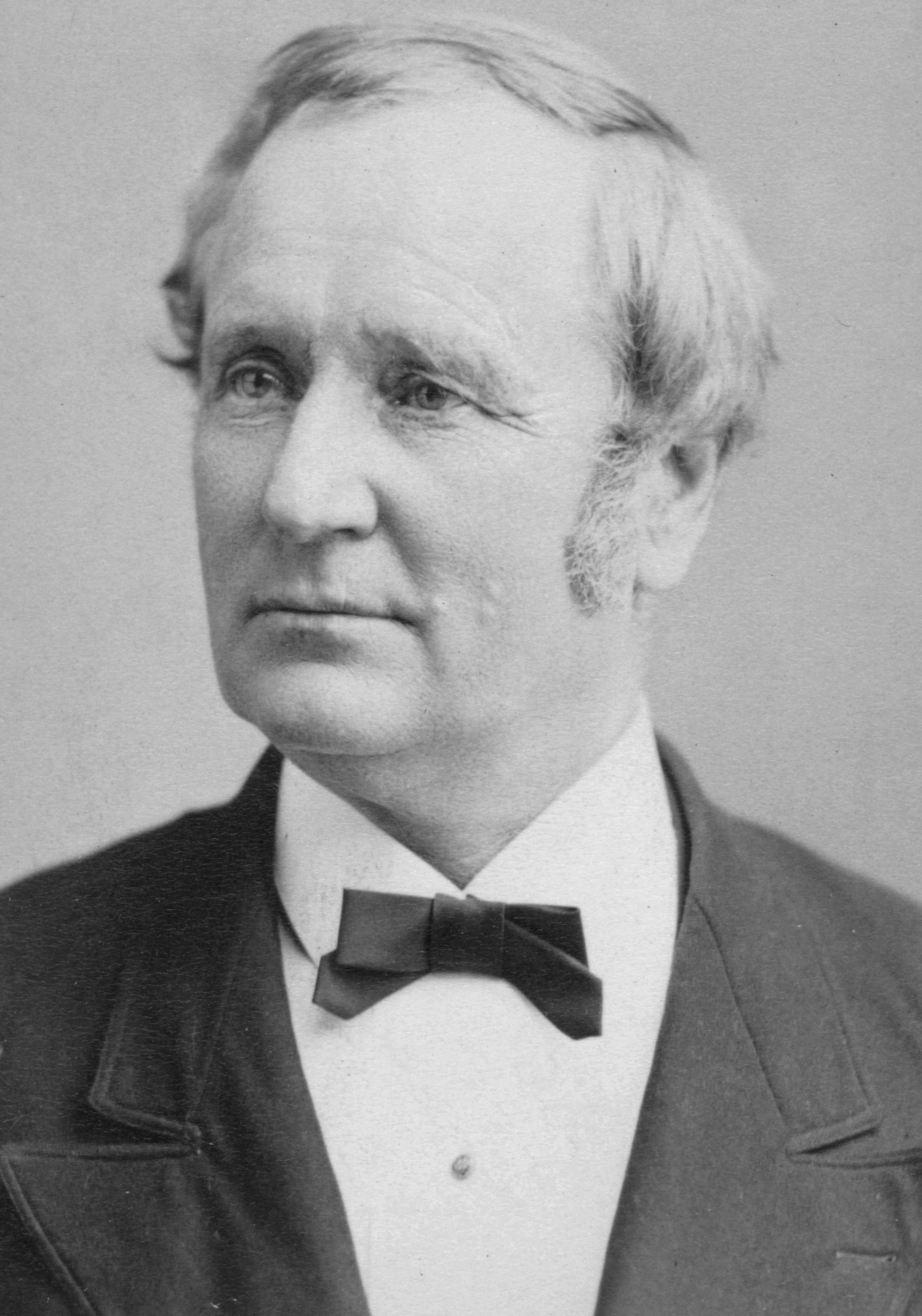
Thomas Hendricks

### Partia Prohibicji

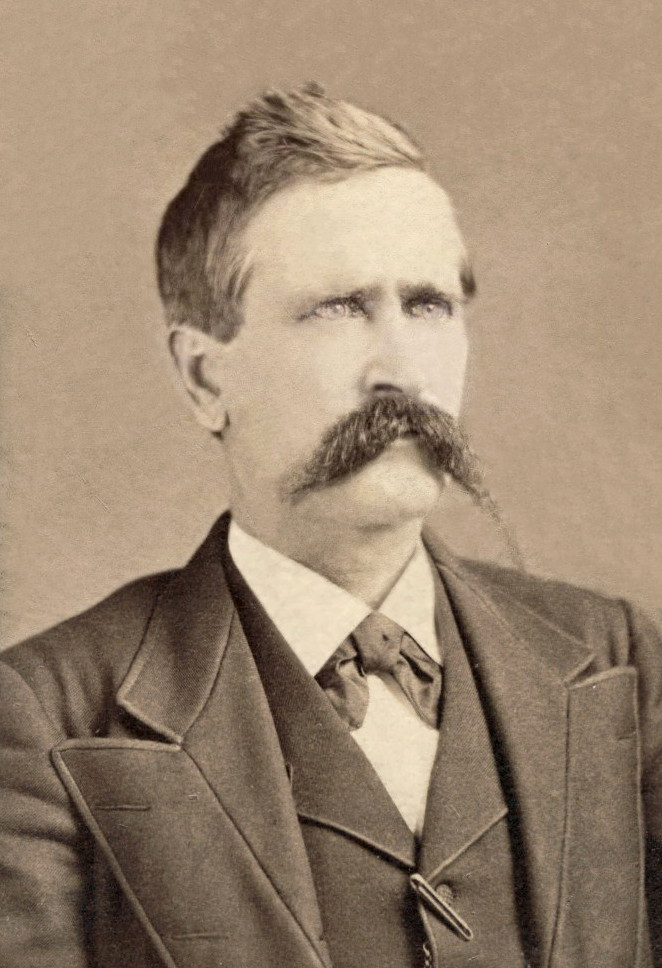
John St. John

### Partia Republikańska

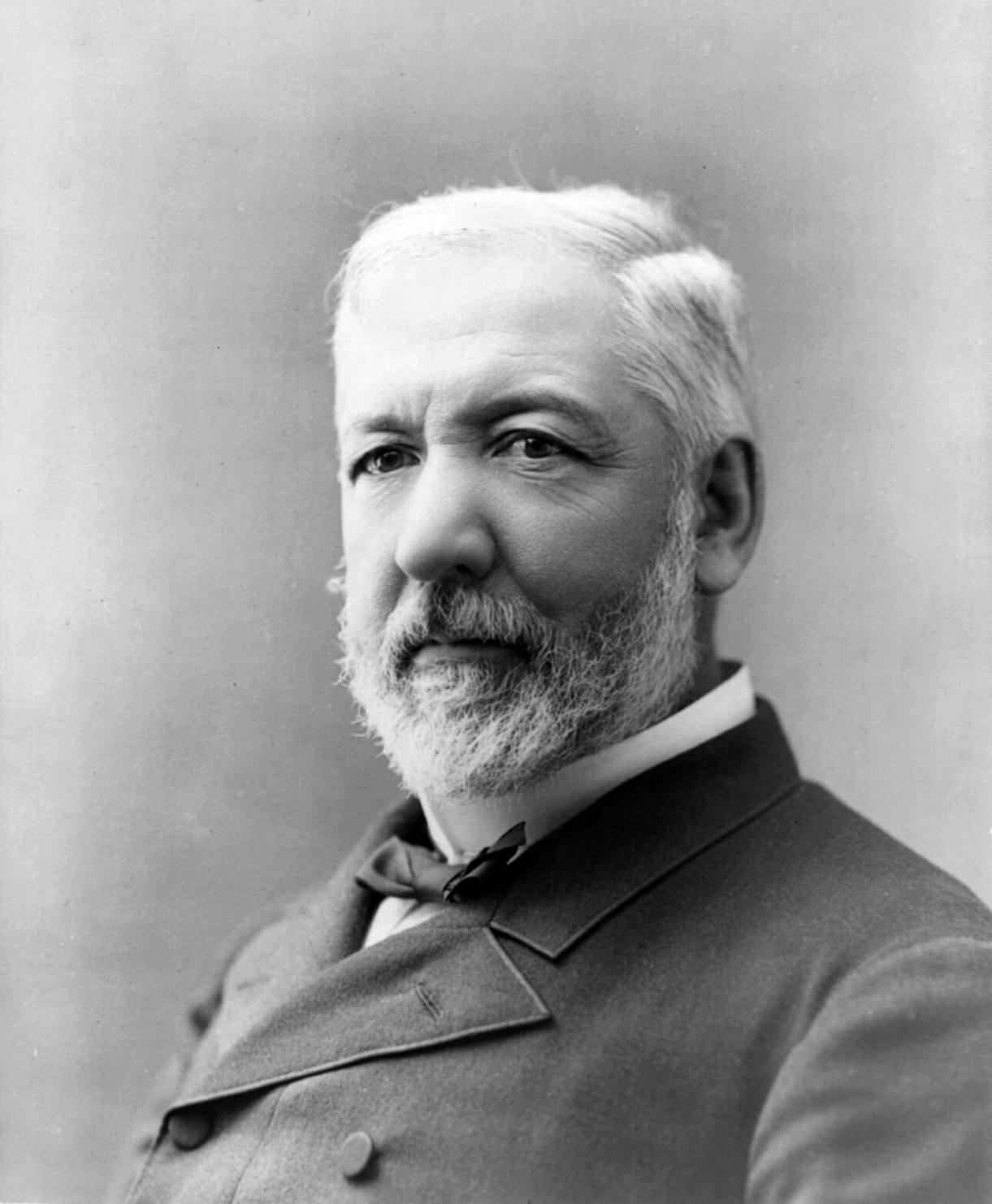
James Blaine
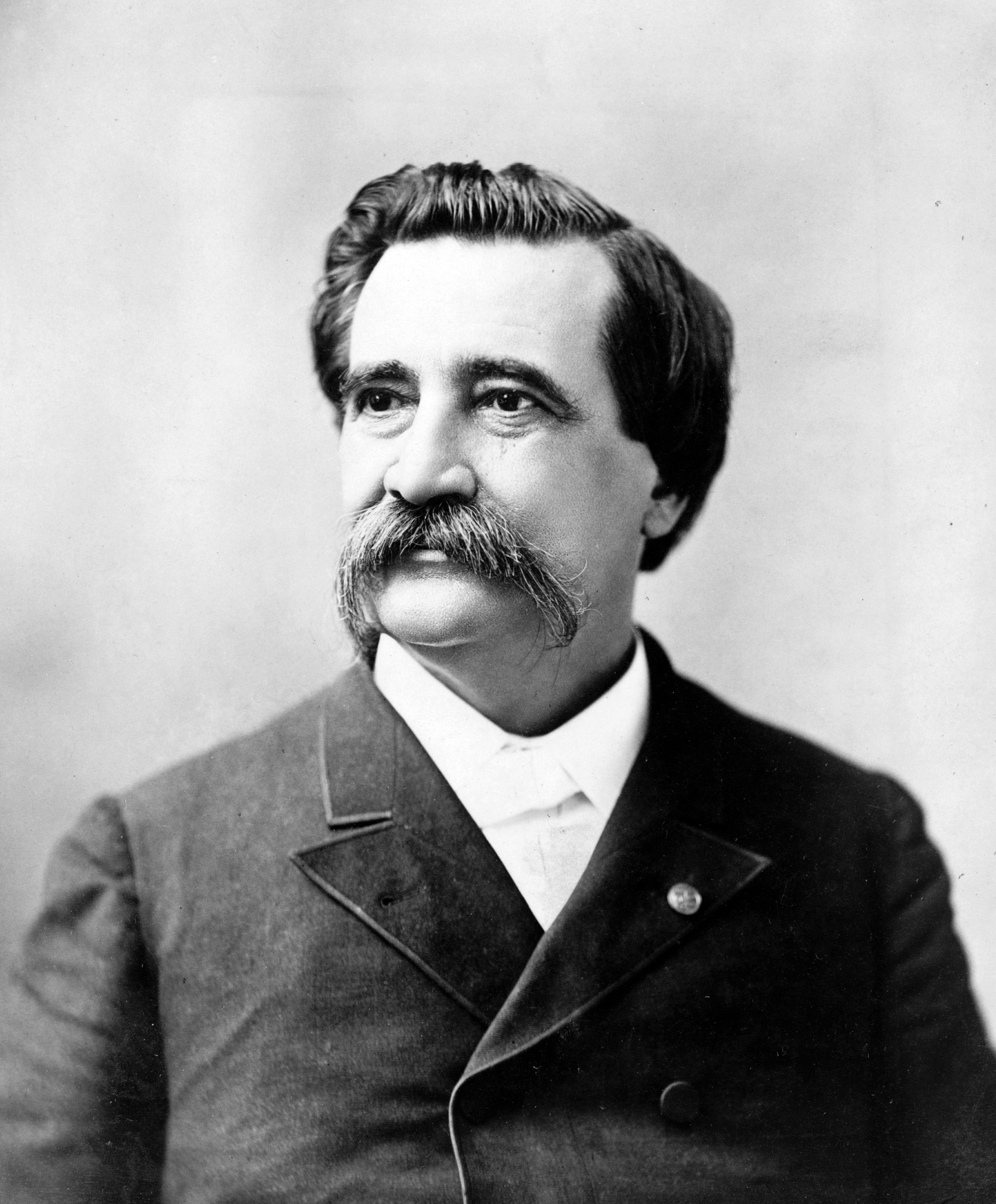
John Logan

## Wyniki głosowania
Głosowanie powszechne odbyło się 4 listopada 1884. Cleveland uzyskał 48,5% poparcia, wobec 48,2% dla Blaine’a, 1,7% dla Benjamina Butlera i 1,5% dla Johna St. Johna. Ponadto, niecałe 8000 głosów oddano na niezależnych elektorów, głosujących na innych kandydatów. Frekwencja wyniosła 77,5%. W głosowaniu Kolegium Elektorów Cleveland uzyskał 219 głosów, przy wymaganej większości 201 głosów. Na Blaine’a zagłosowało 182 elektorów. W głosowaniu wiceprezydenckim zwyciężył Thomas Hendricks, uzyskując 219 głosów, wobec 182 dla Johna Logana.
Grover Cleveland został zaprzysiężony 4 marca 1885 roku.
| Kandydat na prezydenta | Partia                                   | Głosowanie powszechne | Głosowanie powszechne | Kolegium Elektorów |
| Kandydat na prezydenta | Partia                                   | Głosy                 | Procent               | Kolegium Elektorów |
| ---------------------- | ---------------------------------------- | --------------------- | --------------------- | ------------------ |
| Grover Cleveland       | Partia Demokratyczna                     | 4 874 621             | 48,5%                 | 219                |
| James Blaine           | Partia Republikańska                     | 4 848 936             | 48,2%                 | 182                |
| Benjamin Butler        | Partia Zwolenników Papierowego Pieniądza | 175 096               | 1,7%                  | 0                  |
| John St. John          | Partia Prohibicji                        | 147 482               | 1,5%                  | 0                  |
| Łącznie                | Łącznie                                  | Łącznie               | Łącznie               | 401                |

| Kandydat na wiceprezydenta | Partia               | Kolegium Elektorów |
| -------------------------- | -------------------- | ------------------ |
| Thomas Hendricks           | Partia Demokratyczna | 219                |
| John Logan                 | Partia Republikańska | 182                |
| Łącznie                    | Łącznie              | 401                |